# Fotbollsskor

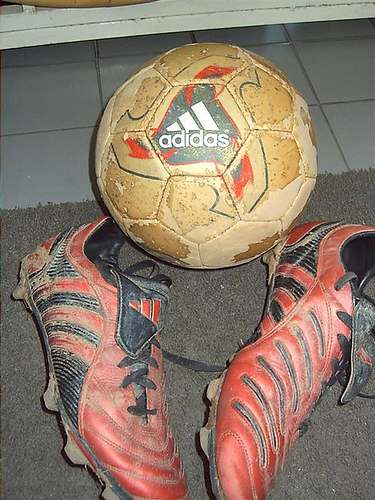
Använda fotbollsskor

Fotbollsskor är skor avsedda att spela fotboll i.
Det finns i huvudsak tre varianter, grässkor, grusskor och konstgrässkor. Grässkorna har runda, kraftiga dobbar eller avlånga kraftiga för att ge grepp på en gräsyta även när den är blöt. Det finns även en fjärde sort vilken kännetecknas som inomhusskor vars syfte är att spela inomhusfotboll. Fotbollsskor brukar även brukas inom andra utomhussporter så som Ultimate.